# Alba González
Alba González Sanz (Oviedo, 18 de enero de 1986) es una escritora y política española. 

## Biografía
Nacida en Oviedo en 1986, creció y vivió en Posada de Llanera hasta que en 2013 se traslada a Gijón, ciudad en la que reside. Ha vivido temporadas de estudio en Madrid y en Estados Unidos.
Licenciada en 2009 en Filología Hispánica por la Universidad de Oviedo, es Máster en Igualdad de Género en Ciencias Humanas, Jurídicas y Sociales por el CSIC, 2010 y Máster en Género y Diversidad por la Universidad de Oviedo, 2011.
Fue coordinadora desde 2006 hasta 2012 junto con Héctor Gómez Navarro y Laura Casielles de la Asociación Cultural Hesperya, proyecto que engloba la publicación de la revista del mismo nombre y la edición de dos colecciones poéticas en papel y una en formato electrónico. Esta misma asociación promueve el Encuentro Nacional de Poesía Joven “La Ciudad en Llamas”.
En 2012 fue comisario junto al artista plástico Job Sánchez de la exposición Estrada-Cuadernos de viaje.
En 2014 participó en el documental feminista sobre la poesía contemporánea española con perspectiva de género Se dice poeta, dirigido por la también escritora y productora audiovisual Sofía Castañón.
Desde 2006 colabora escribiendo reseñas, reportajes y realizando entrevistas en diversos medios en papel y en línea entre los que destacan La Tormenta en un Vaso, Quimera, El Cuaderno y, recientemente, el portal feminista La tribu de Frida.
Sus áreas de interés están relacionadas con Literatura española del siglo XIX y siglo XX escrita por autoras; el estudio de la inserción de las mujeres en la cultura de la Modernidad española, la escritura femenina y la reivindicación política.

## Vida política
En las elecciones municipales de mayo de 2019 fue elegida concejala en el Ayuntamiento de Gijón en la Corporación 2019-2023. El 15 de enero de 2020 dimite como concejala al ser nombrada directora general para la Igualdad de Trato y Diversidad Étnico Racial del Ministerio de Igualdad. Sin embargo, su nombramiento recibe críticas y es sustituida por Rita Bosaho antes de tomar el cargo. Entre enero de 2020 y febrero de 2022 fue asesora en el Ministerio de Igualdad, siendo Irene Montero ministra.
En 2021 Sofia Castañón gana en unas ajustada elecciones a Daniel Ripa como secretario general de Podemos Asturies y Alba González es nombrada secretaria de organización de la nueva directiva de la formación.
De cara a las elecciones autonómicas de 2023, en 2022 se presenta a unas elecciones primarias contra Covadonga Tomé, afín a la antigua directiva de Ripa. Representa al sector vinculado a la directiva de Podemos Asturies. Perdería dichas elecciones, celebradas el 4 de noviembre de 2022. En enero de 2023 dimitiría como Secretaria de Organización de Podemos Asturies criticando presiones recibidas por parte del sector vinculado a Tomé y a Ripa. Alegó problemas de salud.

## Su obra
Las relaciones humanas, las ausencias, la temporalidad y la familia son señas de identidad recurrentes en su obra; también la angustia por la pérdida del pasado y la incertidumbre del futuro. Se observa en sus poemas un trasfondo social y autobiográfico así como la dicotomía y el contraste entre lo antiguo y lo nuevo, el campo y la ciudad, la luz y las sombras, la niñez y la edad adulta. Emociones y reflexiones que son expresadas en ocasiones con elementos simbólicos de una forma sencilla y coloquial que las hacen cercanas al lector.[cita requerida]

### Poemarios
- Apuntes de espera. Colección Gloria Fuertes (Torremozas), Madrid (2010)
- Parentesco. Suburbia (2012)
- Traje roto. (Ejemplar único, Alzira, 2015)

### Participación en obras colectivas
- Revista Bar Sobia (Córdoba, 2007)
- Mephisto. Gaceta Literaria Humanista Universitaria (Universidad Complutense de Madrid, 2008)
- La edad del óxido. Antología de jóvenes narradores asturianos (Laria, 2009)
- Nayagua. Revista del Centro de Poesía José Hierro (2009)
- Revista del MLRS[13] (Manual de Lecturas Rápidas para la Supervivencia) "Ellas dicen (2)" (2009)
- Antología poética 50 maneras de ser tu amante (Puntos Suspensivos, 2010)
- Antología Entre sin llamar (2013)
- Revista de Poesía Nayagua. Centro de Poesía José Hierro N.º 20 (2014)
- Siete Mundos (Impronta, 2015)
- Álbum ilustrado de poesía gráfica Exploradoras de Nathalie Bellón (Libros de la Herida, 2015)
- Revista Lunula
- Revista Mordisco
- Hesperya

### Festivales y ciclos poéticos
- Versátil.es[14] (Valladolid)
- La piedra en el charco[15] (Teruel)
- Cosmopoética (Córdoba)
- Intersecciones (Universidad de Salamanca)
- Poesía Salvaxe (Ferrol)

## Premios
- Premio Arquímedes de Investigación Universitaria 2008 por su trabajo sobre la estructura trágica en la obra de Ricardo Menéndez Salmón.
- Premio Gloria Fuertes de Poesía Joven 2010 por su libro Apuntes de espera.
- Finalista del certamen Arte Joven Latina 2007 en la categoría de poesía.